# Kernzwamknopje
Het kernzwamknopje (Polydesmia pruinosa) is een schimmel uit de orde Helotiales. De familie is nog niet eenduidig bepaalt (incertae sedis). Het leeft saprotroof op dode takken van loofhout. 

## Kenmerken
Het vruchtlichaam heeft een diameter van 0,3 tot 0,5 mm. De vorm is tol- en vlak kussenvormig. De binnenkant melig bestoven en wit van kleur. De sporen meten 3–20 × 4–5 µm met een Q-getal van  3,7 (range 2,7 tot 4,8).

## Verspreiding
In Nederland komt het kernzwamknopje algemeen voor. Het is niet bedreigd en staat niet op de rode lijst.

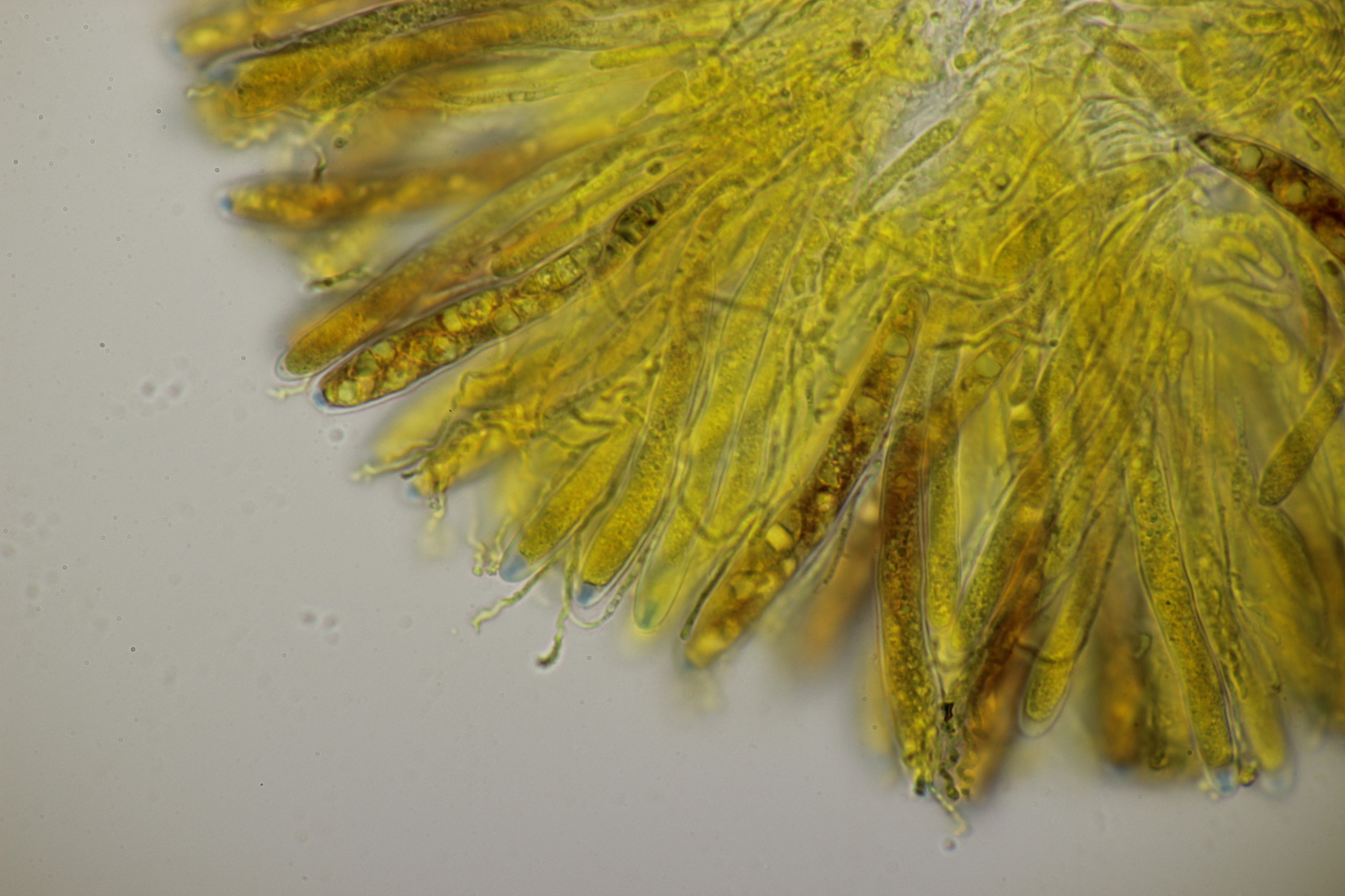